# Osnes
Osnes is een gemeente in het Franse departement Ardennes (regio Grand Est) en telt 220 inwoners (1999). De plaats maakt deel uit van het arrondissement Sedan.

## Geografie
De oppervlakte van Osnes bedraagt 5,8 km², de bevolkingsdichtheid is 37,9 inwoners per km².
Het plaatsje ligt aan de Chiers.
De onderstaande kaart toont de ligging van Osnes met de belangrijkste infrastructuur en aangrenzende gemeenten.

## Demografie
Onderstaande figuur toont het verloop van het inwonertal (bron: INSEE-tellingen).
Vanwege een beveiligingsprobleem met de MediaWiki Graph-software is het momenteel niet mogelijk deze grafiek weer te geven. Zodra de software is bijgewerkt zal de grafiek vanzelf weer zichtbaar worden.